# 家原音那
家原 音那（いえはら の おとな、生没年不詳）は、古代日本の飛鳥時代 - 奈良時代の女性。左大臣・正二位の多治比嶋（たじひ の しま）の妻。

## 経歴
「音那」とは「女」という意味であることを、青木和夫は説明している。本名は不明である。
夫の多治比嶋は宣化天皇の血をひく皇族出身の貴族で、筑紫大宰の時に「大きなる鐘」を貢上し、3本足の雀を朝廷に献上した、という。684年の八色の姓では真人姓を与えられている。『続紀』巻第五によれば、音那は夫がなくなってから12年目の和銅5年（712年）9月の詔により、
という糟糠の妻としての内助の功をたたえられ、同じ境遇の紀音那とともに食封として邑（さと）50戸が与えられた。さらに、家原音那の場合は、無姓であったため、「連」姓も与えられた。
また、この年は豊作でもあったため、大赦が行われた、ともある。
『続紀』巻第六によると、翌713年（和銅6年6月）には、家原河内・大直（おおあたい）・首名（おびとな）の3人に「連」姓が与えられている。

## 参考
『日本三代実録』貞観14年8月13日条（872年）に記された家原氏主らの言葉によると、
とあり、要約すると、家原宿禰氏主たちが朝臣姓を授与賜与されて、「家原朝臣」と名乗ることになったが、その際に、氏主の父、富依が天長3年に「連」を賜姓された時、誤って後漢光武帝の子孫であると解文に記してしまった、のを訂正したという。実際は宣化天皇の後裔であるらしいのだが、親子の名乗るところが食い違っており、どちらが正しいか分からない、というのである。この家原音那の夫、多治比嶋の系譜と混同している可能性もある。
家原連氏は、斉衡2年8月（855年）に宿禰姓になり、先述の貞観14年8月に朝臣になっている。